# Џубаленд
Џубаленд или Азанија је назив једне од федералних јединица Сомалије.

## Историја
Држава Џубаленд је прогласила независност 1998. године, да би се 2001. године интегрисала у федералну владу Сомалије. Од 2006. године регион је под контролом исламиста. Џубаленд се административно обнавља 2010. године, као једна од федералних јединица Сомалије, али се тада под контролом нових власти налазио само мањи северни део територије која је проглашена саставним делом Џубаленда. Остатак територије је остао под контролом исламиста. Главни град обновљеног Џубаленда био је Долов Бај (на граници са Етиопијом), док је највећи град био Гарбахаре.
Године 2011. држава мења назив у Азанија, а током војних победа против исламиста 2011. и 2012. године проширује и своју територију. 2013. се држави поново даје име Џубаленд и доноси се устав. За престоницу је проглашен град Буале, док је за председника изабран Ахмед Мохамед Ислам.